# Буревісник (клуб з хоккею з м'ячем, Москва)
«Буревісник» — клуб з хокею з м'ячем з Москви, що існував у 1924—1959 роках.

## Історія
Чоловіча к'оманда була створена в 1924 році при клубі Профінтерн. Клубу належав стадіон у Самарському провулку. У 1926—1931 роках команда називалася СРТС (Союз Радянських торговельних службовців), а у 1931—1935 — СКіД (Союз кооперації і держторгівлі). У 1936 році команда брала участь у Чемпіонаті ВЦРПС, де посіла четверте місце. 
У 1955 році в Буревісник влилися спортсмени, які представляли команди ліквідованих спорттовариств «Праця», «Медик» та «Наука».
Посилена команда тричі ставала призером чемпіонату СРСР. Але в 1958 році було прийнято рішення виключити команду з чемпіонату, а у наступному році команда була ліквідована повністю. 
Також існувала жіноча команда, яка у 1936 році стала переможцем у розіграші Чемпіонату ВЦРПС.

## Досягнення
- Бронзовий призер чемпіонату СРСР — 1954, 1957, 1958
- Фіналіст Кубка СРСР — 1940, 1941
- Чемпіон Москви — 1932, 1933, 1955

## Тренери
- 1935/36 Ст. М. Стірепіхеєв
- 1948/49 С. В. Соколов
- 1951-53 Вл. В. Соколов
- 1953/54 В. А. Кочетков
- 1954/55 Б. В. Петров
- 1955-58 Ст. В. Карелін